# مانولو كاسيريس
مانويل كاسيريس آرتسرو (بالإسبانية: Manuel Cáceres Artesero)‏ (15 يناير 1949 - 1 مايو 2025)، والمعروف بأسم مانولو إل دل بومبو (أي الطبال مانولو) هو واحد من مشجعي كرة القدم الأكثر شهرة في العالم. من مواليد في ثيوداد ريال، إسبانيا.

## وصلات خارجية
- الموقع الرسمي (لغة إسبانية)